# Дејвид Гуд
Дејвид Л. Гуд (9. јануар 1873 – 25. јануар 1939) био је шкотско-амерички фудбалер, тренер и судија. Тренирао је репрезентацију САД на Светском првенству у фудбалу 1934. године и члан је Националне фудбалске куће славних. Рођен је у Галстону, у Шкотској.

## Спољaшње везе
- Профил Националне фудбалске куће славних